# إيليا أبوتوفيتش
إيليا أبوتوفيتش مواليد 2 أغسطس 1988 في صربيا، جمهورية يوغوسلافيا الاشتراكية الاتحادية، هو لاعب كرة يد صربي يلعب كظهير أيسر. يلعب حاليا مع نادي فاردار لكرة اليد ويحمل الرقم 20. مثل منتخب صربيا لكرة اليد.

## سجل المنافسة
شارك في البطولات التالية:
- بطولة أوروبا لكرة اليد للرجال 2016

## روابط خارجية
- إيليا أبوتوفيتش على موقع الاتحاد الدولي لكرة اليد (الإنجليزية)
- إيليا أبوتوفيتش على موقع الاتحاد الأوروبي لكرة اليد (الإنجليزية)
- إيليا أبوتوفيتش على موقع الاتحاد الفرنسي لكرة اليد (الفرنسية)